# Helling van Mesen
De Helling van Mesen is een heuvel in het Heuvelland bij Mesen in de Belgische provincie West-Vlaanderen. De top is gesitueerd in Mesen. De heuvel wordt ook wel Mesenberg genoemd.
De Helling van Mesen is onderdeel van de zogenaamde Hoogte van Wijtschate-Zillebeke waar ook de Helling van Wijtschate, Hill 60 en Hill 62 deel van uitmaken.

## Wielrennen
De helling is meermaals opgenomen in Gent-Wevelgem, onder andere in 1949, 1953-1958, 1960, 1961, 1964, 1965, 1973, 1976, 1977, 1991, 1993-1995, 1998 en 1999.
In 1998 en 1999 wordt de kuststreek bij Oostduinkerke in Gent-Wevelgem al verlaten zodat een extra lus door het Heuvelland mogelijk wordt. De Kemmelberg wordt in deze edities eenmaal beklommen, als scherprechters na de Kemmelberg worden de Kraaiberg, de Helling van Mesen en de Helling van Geluveld opgenomen.
De helling wordt ook opgenomen in de Driedaagse van De Panne als Mesenberg. Ook wordt ze opgenomen in het Circuit Franco-Belge en Ledegem-Kemmel-Ledegem voor juniores.